# Alos (Pyrénées-Atlantiques)
Pour les articles homonymes, voir Alos.
Alos est une ancienne commune française du département des Pyrénées-Atlantiques. Le 16 avril 1859, à la suite de l'annexion d'une partie du territoire d'Abense-de-Haut, la commune prend le nom d'Alos-Sibas-Abense.
La commune d'Abense-de-Haut disparaît ce même jour, son territoire étant partagé entre Alos-Sibas et Tardets.
De nos jours, Alos est le chef-lieu de la commune d'Alos-Sibas-Abense.

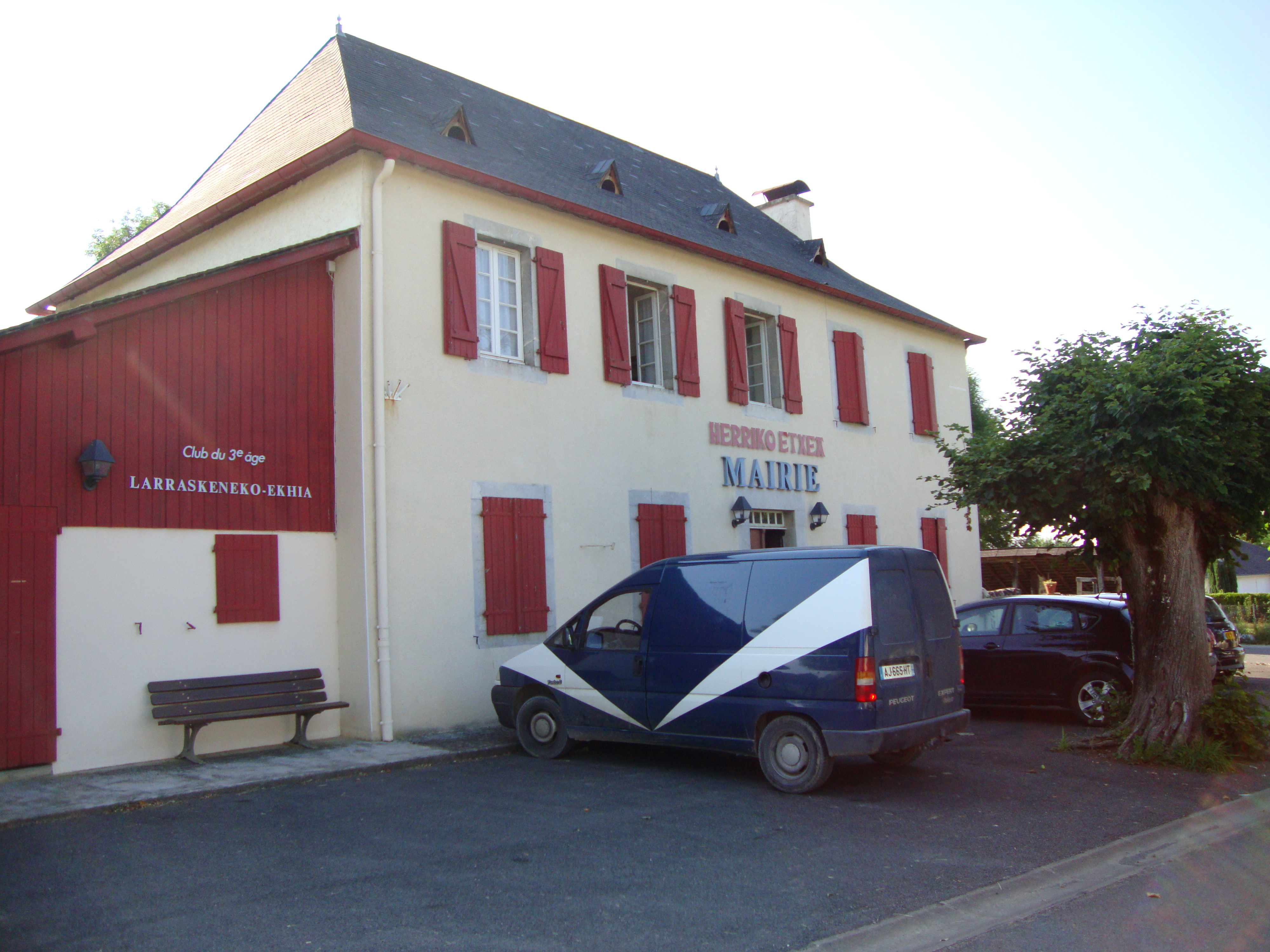
La mairie à Alos

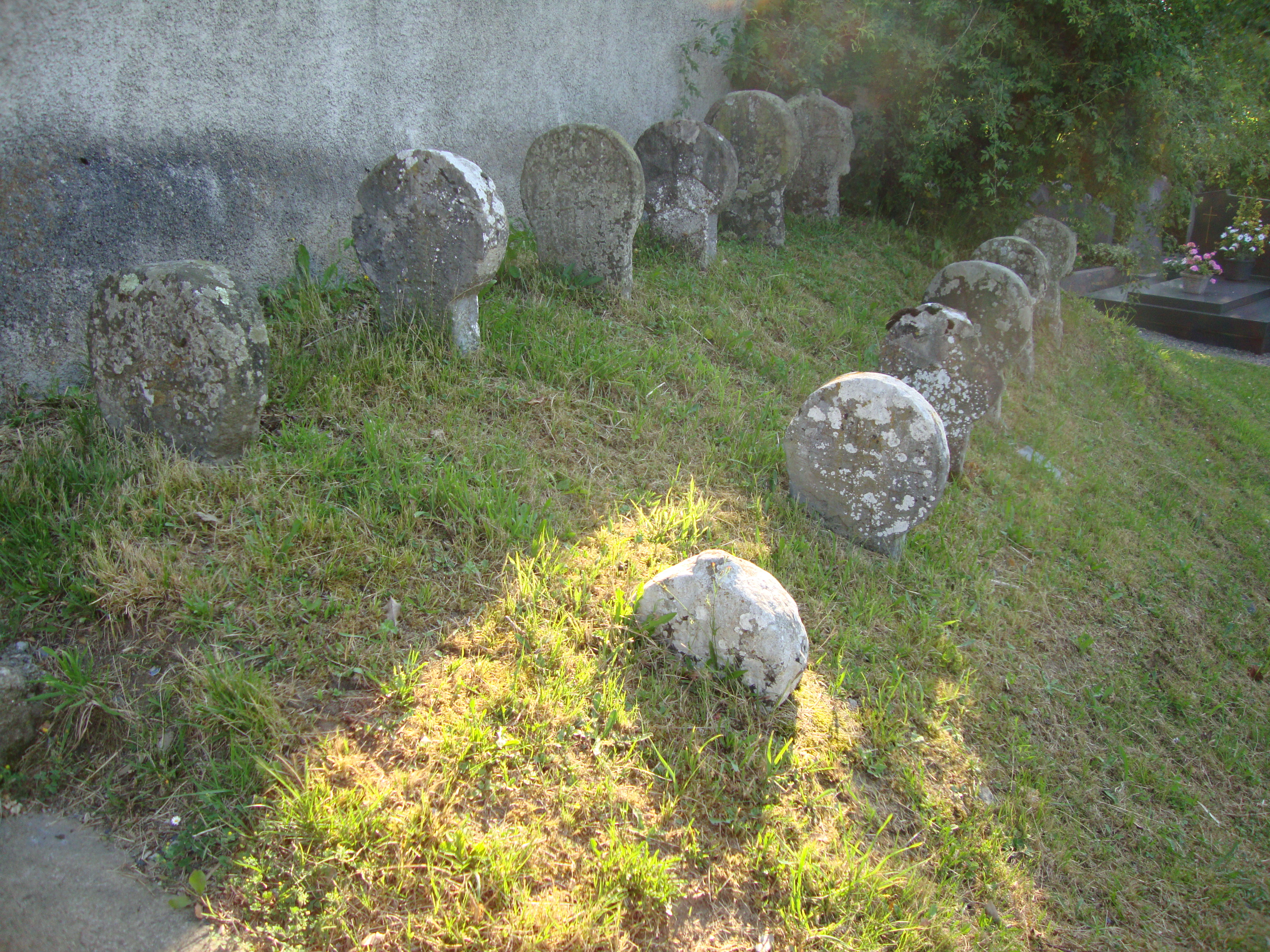
Vieilles stèles basques

## Toponymie
Le toponyme Alos est mentionné en 1375 dans les contrats de Luntz et en 1405 dans les rôles gascons (Alos in terra de Soule). Son nom basque est Aloze.

## Administration
| Période | Période | Identité          | Étiquette | Qualité |
| ------- | ------- | ----------------- | --------- | ------- |
| 1796    | 1798    | Alexis Carriquert |           |         |
| 1798    | 1799    | Pierre Queheille  |           |         |
| 1799    | 1798    | Jean Bastereche   |           |         |
| 1824    | 1836    | Jean d'Arthex     |           |         |
| 1836    | 1845    | Arnaud Sallabert  |           |         |

## Démographie
| 1793 | 1800 | 1806 | 1821 | 1831 | 1836 |
| ---- | ---- | ---- | ---- | ---- | ---- |
| 188  | 212  | 218  | 213  | 223  | 223  |

## Pour approfondir